# جورج باين (صحفي)
جورج باين هو صحفي كندي، ولد في 29 يناير 1920 في تورونتو في كندا، وتوفي في 14 مايو 2006 في هاليفاكس في كندا.